# داوید کاسالس-روما
داوید کاسالس-روما (اسپانیایی: David Casals-Roma‎؛ زادهٔ ۱۳ اکتبر ۱۹۷۲) یک کارگردان فیلم اهل اسپانیا است.
او بابت فیلم‌هایش تاکنون برنده بیش از ۱۰۰ جایزهٔ بین‌المللی شده و پنج زبان کاتالان، اسپانیایی، انگلیسی، فرانسوی و ایتالیایی را به‌خوبی صحبت می‌کند.